# Парламентські вибори у Швеції 2022
11 вересня 2022 року у Швеції відбулися загальні вибори, на яких було обрано 349 членів Риксдагу. 
Вони, у свою чергу, обиратимуть прем'єр-міністра Швеції. 
Згідно з конституцією, регіональні та муніципальні вибори також відбулися в той же день. 
Згідно з попередніми результатами, представленими 15 вересня, ймовірним результатом виборів є те, що Ульф Крістерссон, лідер Помірної партії (М), стане прем'єр-міністром.
Після Парламентських виборів у Швеції 2018 року Шведська соціал-демократична партія (S) під керівництвом Стефана Левена сформувала коаліційний уряд із Партією зелених (МП), тоді як Партія центру (C), Ліва партія (V) і ліберали (L) утрималися під час голосування 18 січня 2019 р. 
Альянс, у якому брали участь C і L, було фактично розпущено; наприкінці 2021 року М. сформував неформальний правий альянс із Крістерссоном як кандидатом на посаду прем’єр-міністра від уряду, включно з Християнськими демократами (KD) за підтримки L та Шведських демократів (SD). 
Левен керував у Швеції під час пандемії COVID-19, навіть коли його уряд ненадовго відправили у відставку через вотум недовіри, ініційований V у червні 2021 року щодо контролю за орендою. 
Левен пішов у відставку з усіх політичних посад у листопаді 2021 року. 
Магдалена Андерссон, колишній міністр фінансів Швеції, змінила його і з того часу очолювала кабінет Андерссона, за підтримки партій C, V та MP.
Період передвиборчої кампанії супроводжувався проблемами щодо вступу Швеції до НАТО через російське вторгнення в Україну у 2022 році, а також в енергетиці, економіці та імміграції. 
Під час підрахунку попередніх результатів і пізніше виборча коиісія Швеції оголосила, що блок партій M випередив блок партій S на три місця. 
Андерссон визнала вибори через три дні, а наступного дня пішла у відставку.
На виборах відбулися масові коливання між двома блоками в різних регіонах. Блок лівої орієнтації набрав найбільшу кількість голосів у великих містах і кількох університетських містечках із безпрецедентною перевагою. 
Це включало значні відносні здобутки в столичному регіоні, а також зміни двох приміських муніципалітетів у Стокгольмському окрузі. 
Тим часом правим вдалося здобути голоси в десятках муніципалітетів, які історично перебували під домінуванням С, особливо в центральному внутрішньому регіоні Бергслаген. 
У цьому історично індустріальному районі в окрузі Даларна вперше в історії перемогла права коаліція.

## Результати
Станом на 15 вересня 2022 року результати залишаються попередніми. Офіційні результати будуть оголошені приблизно через два тижні після виборів. 

|        |                           |        |           |       |       |     |  |
| Партії | Партії                    | Партії | Голоси    | %     | Місця | +/– |  |
|        | Соціал-демократи          | S      | 1 955 972 | 30.35 | 107   | +7  |  |
|        | Шведські демократи        | SD     | 1,322,774 | 20.52 | 73    | +11 |  |
|        | Помірна коаліційна партія | M      | 1,231,109 | 19,1  | 68    | −2  |  |
|        | Ліва партія               | V      | 434,410   | 6,74  | 24    | −4  |  |
|        | Партія Центру             | C      | 433,257   | 6,72  | 24    | −7  |  |
|        | Християнські демократи    | KD     | 344,025   | 5,34  | 19    | −3  |  |
|        | Партія зелених            | MP     | 328,362   | 5.09  | 18    | +2  |  |
|        | Ліберали                  | L      | 297,566   | 4.62  | 16    | −4  |  |
| РАЗОМ  | РАЗОМ                     | РАЗОМ  |           |       | 349   | 0   |  |